# Mezi světy
Mezi světy je třetí studiové album Lenky Dusilové, které vyšlo v roce 2005.  V listopadu 2006 bylo vydáno i pro americký trh, se dvěma bonusovými skladbami „We Don't Dare“ a „Wheels of Desire“.
Mezi světy obdrželo v roce 2005 cenu Akademie populární hudby Anděl v kategorii „Nejlepší rocková deska“.

## Seznam skladeb
1. Vlčí oči (Lenka Dusilová, Martin Ledvina / Ivan Hlas)
2. Lítací (Lenka Dusilová / Lenka Dusilová)
3. Výkřik (Lenka Dusilová, Martin Ledvina / Ota Klempíř)
4. Moja máti (Lenka Dusilová, Martin Ledvina / Ota Klempíř)
5. Duše (Lenka Dusilová / Jiřina Zemanová)
6. Balcony Blues (Lenka Dusilová / George Korán)
7. Allies (Franta Černý)
8. If I'd Love You (Lenka Dusilová, Martin Ledvina / Lenka Dusilová, Martin Ledvina)
9. Mezi světy (Lenka Dusilová)
10. Seven (Lenka Dusilová/Gawain Matthews)
11. Maybe (Martin Ledvina/Martin Ledvina)

## Seznam skladeb (US verze)
1. Vlčí oči (Wolf Eyes) (Lenka Dusilová, Martin Ledvina / Ivan Hlas)
2. We Don't Dare (Lenka Dusilová / Lenka Dusilová, Spencer Day)
3. Wheels of Desire (Lenka Dusilová / Brad Stratton)
4. Lítací (Flying Song) (Lenka Dusilová / Lenka Dusilová)
5. Výkřik (Scream) (Lenka Dusilová, Martin Ledvina / Ota Klempíř)
6. Moja máti (Mother) (Lenka Dusilová, Martin Ledvina / Ota Klempíř)
7. Duše (Spirit) (Lenka Dusilová / Jiřina Zemanová)
8. Balcony Blues (Lenka Dusilová / George Korán)
9. Allies (Franta Černý)
10. If I'd Love You (Lenka Dusilová, Martin Ledvina / Lenka Dusilová, Martin Ledvina)
11. Mezi světy (Between Worlds) (Lenka Dusilová)
12. Seven (Lenka Dusilová/Gawain Matthews)
13. Maybe (Martin Ledvina/Martin Ledvina)